# Karate-Weltmeisterschaften 1998
Die vierzehnten Karate-Weltmeisterschaften fanden 1998 im Ginásio do Maracanãzinho in Rio de Janeiro, Brasilien statt.

## Medaillen

### Männer
| Disziplin          | Gold                      | Silber               | Bronze            |
| ------------------ | ------------------------- | -------------------- | ----------------- |
| Kata Herren        | Ryoki Abe                 | Michaël Milon        | Javier Hernández  |
| Kata Team          | Japan                     | Italien              | Frankreich        |
| Kumite bis 60 kg   | David Luque               | Joël Barst           | Hakan Yağlı       |
| Kumite bis 60 kg   | David Luque               | Joël Barst           | Francesco Ortu    |
| Kumite bis 65 kg   | Alexandre Biamonti        | Jean Carlos Peña     | Célio René Vieira |
| Kumite bis 65 kg   | Alexandre Biamonti        | Jean Carlos Peña     | José Puertas      |
| Kumite bis 70 kg   | Haldun Alagaş             | Samad Azadi          | Junior Lefevre    |
| Kumite bis 70 kg   | Haldun Alagaş             | Samad Azadi          | Shisua Shiina     |
| Kumite bis 75 kg   | David Félix               | Antônio Carlos Pinto | Allan Busk        |
| Kumite bis 75 kg   | David Félix               | Antônio Carlos Pinto | Gennaro Talarico  |
| Kumite bis 80 kg   | Gilles Cherdieu           | Ali Shaterzadeh      | Zeynel Çelik      |
| Kumite bis 80 kg   | Gilles Cherdieu           | Ali Shaterzadeh      | Wayne Otto        |
| Kumite über 80 kg  | Marc Haubold              | Yasumasa Shimizu     | Óscar Olivares    |
| Kumite über 80 kg  | Marc Haubold              | Yasumasa Shimizu     | Davide Benetello  |
| Kumite offen ippon | Konstantinos Papadopoulos | Marcos Fernández     | Alireta Katiraei  |
| Kumite offen ippon | Konstantinos Papadopoulos | Marcos Fernández     | Leon Walters      |
| Team               | Frankreich                | England              | Deutschland       |
| Team               | Frankreich                | England              | Spanien           |

### Damen
| Event              | Gold                     | Silber             | Bronze              |
| ------------------ | ------------------------ | ------------------ | ------------------- |
| Kata Damen         | Atsuko Wakai             | Myriam Szkudlarek  | Roberta Sodero      |
| Kata Team          | Japan                    | Vereinigte Staaten | Spanien             |
| Kumite bis 53 kg   | Hiromi Hasama            | Sari Laine         | Nicole Jacobs       |
| Kumite bis 53 kg   | Hiromi Hasama            | Sari Laine         | Nadia Mecheri       |
| Kumite bis 60 kg   | Julliet Toney            | Nathalie Leroy     | Alexandra Witteborn |
| Kumite bis 60 kg   | Julliet Toney            | Nathalie Leroy     | Marianne Tarva      |
| Kumite über 60 kg  | Laurence Fischer         | Lourene Bevaart    | Izumi Nabeki        |
| Kumite über 60 kg  | Laurence Fischer         | Lourene Bevaart    | Judith Nagel        |
| Kumite offen ippon | Maria Cecília de Almeida | Petra Piskačová    | Tania Weekers       |
| Kumite offen ippon | Maria Cecília de Almeida | Petra Piskačová    | Yıldız Aras         |
| Team               | Türkei                   | England            | Kroatien            |
| Team               | Türkei                   | England            | Spanien             |

## Medaillenspiegel
| Rang  | Land               | Gold | Silber | Bronze | Gesamt |
| ----- | ------------------ | ---- | ------ | ------ | ------ |
| 1     | Frankreich         | 5    | 4      | 2      | 11     |
| 2     | Japan              | 5    | 1      | 2      | 8      |
| 3     | Türkei             | 2    | 0      | 3      | 5      |
| 4     | England            | 1    | 2      | 3      | 6      |
| 5     | Spanien            | 1    | 1      | 6      | 8      |
| 6     | Deutschland        | 1    | 1      | 4      | 6      |
| 7     | Brasilien          | 1    | 1      | 1      | 3      |
| 8     | Griechenland       | 1    | 0      | 0      | 1      |
| 9     | Italien            | 0    | 1      | 4      | 5      |
| 10    | Finnland           | 0    | 1      | 1      | 2      |
| 10    | Iran               | 0    | 1      | 1      | 2      |
| 12    | Australien         | 0    | 1      | 0      | 1      |
| 12    | Tschechien         | 0    | 1      | 0      | 1      |
| 12    | Vereinigte Staaten | 0    | 1      | 0      | 1      |
| 12    | Venezuela          | 0    | 1      | 0      | 1      |
| 16    | Belgien            | 0    | 0      | 1      | 1      |
| 16    | Kroatien           | 0    | 0      | 1      | 1      |
| 16    | Dänemark           | 0    | 0      | 1      | 1      |
| Total | Total              | 17   | 17     | 30     | 64     |